# Hasenjagd – Vor lauter Feigheit gibt es kein Erbarmen
Hasenjagd – Vor lauter Feigheit gibt es kein Erbarmen ist ein Spielfilm. Er beschäftigt sich mit den Ereignissen vor, während und nach der  Mordaktion Mühlviertler Hasenjagd im Jahr 1945, bei der im Februar 1945 über 400 wehrlose sowjetische Kriegsgefangene umgebracht wurden.
Der Film erreichte in den österreichischen Kinos rund 123.000 Besucher und war damit der erfolgreichste österreichische Film des Jahres 1995.

## Handlung
Der Film beginnt laut einer Einblendung an einem Morgen im Jänner 1945. Der Zuseher wird auf die wahren Begebenheiten hingewiesen, auf denen der Film basiert. Die ersten Bilder zeigen Impressionen des KZ Mauthausen, danach folgt der Schnitt ins Innere von Baracke 20 – dem „Todesblock“. Hier schlafen auf dem Boden etwa 500 russische Offiziere, die sich geweigert haben, nach ihrer Gefangennahme für Deutschland zu kämpfen, als der Weckruf erfolgt. Schon lange nur mehr auf niedrigste Lebensmittelrationen gesetzt, erwachen viele nur mühselig, manche gar nicht mehr.
Unter den Kriegsgefangenen, die sich nach draußen in den Hof schleppen, sind auch die russischen Offiziere Michail und Nikolai, deren Schicksal im Film als roter Faden dient. Es ist Winter und die Männer, die viel zu dünn angezogen sind, versuchen sich gegenseitig aufzuwärmen, als ein Stein über die Mauer fällt. Es ist eine Nachricht darum gewickelt: Block 20 soll in einem Monat geräumt sein!

### Der Ausbruch
In einer der folgenden Nächte wird der aufgrund der aussichtslosen Lage geplante Ausbruch durchgeführt. Die Gefangenen überwältigen die Kapos, fertigen sich aus den Decken und sonstigen Gegenständen Schuhe und Waffen und verabschieden sich von jenen, die für die Flucht zu schwach sind. Danach verlassen sie die Baracke. Mit Eisbrocken und Pulverföntänen aus Feuerlöschern werden die Turmwachen vom gezielten Schießen abgehalten, während Tische und Sessel vor den Mauern aufgetürmt werden. Nur etwa 150 der 500 gefangenen Offiziere gelingt die Flucht in die Nacht, darunter auch Michail und Nikolai. Die meisten jedoch kommen noch im Lagerbereich ums Leben.
Die Sirenen, die vom Lager aus ertönen, wecken um halb 4 Uhr in der Früh die Nachbarschaft auf. Zu ihnen gehört auch die Familie Karner. Die Menschen, die auf der Suche nach Auskunft aus den Häusern strömen, werden von der SS-Oberscharführer Strasser per Lautsprecherwagen informiert, dass aus dem Lager 500 „Schwerverbrecher“ ausgebrochen und Richtung Norden geflüchtet seien. Alle verfügbaren Männer von Volkssturm, Wehrmacht auf Urlaub, Feuerwehr, Gendarmerie und HJ haben sich an der Verfolgung zu beteiligen. Es seien auf keinen Fall Gefangene zu machen. Die Verbrecher sollen auf der Stelle liquidiert werden.
Schon in den nächsten Minuten wird die Gesinnung vieler Bewohner der Umgebung klar. Fredl Karner, der wegen einer Sehschwäche kriegsuntauglich ist, blickt weg, als er drei der geflüchteten Russen in dem Ort sieht, in dem der SS-Unterführer gerade noch seine Rede gehalten hat. Auch Gendarm Birker steht der Jagd ablehnend gegenüber, ihm hätten sie ja nichts getan, „diese Schwerverbrecher“. Die Anweisung an seine Gruppe ist eindeutig: „Von uns sieht und hört keiner was. Und fangen tun wir schon überhaupt keinen.“ Ihm gegenüber stehen aber all jene, die mit Feuereifer dabei sind, denen schon „der Finger juckt“.

### Die „Hasenjagd“
Mit der einbrechenden Dämmerung beginnt die Jagd. Vor den Augen von Frau Langthaler, die auf dem Weg zur Kirche ist, laufen ein paar Flüchtlinge aus dem Wald, die Verfolger dicht auf den Fersen. Auch ihr Sohn Fredl ist bei dieser Gruppe, die die Flüchtigen vor den Augen der Frau und ihrer kleinen Tochter tötet. Er trottet als letzter aus dem Wald. Er wird in den folgenden Stunden Zeuge noch vieler solcher grausamer Treibjagden sein, in deren Kreuzfeuer auch die Jäger selbst geraten.
Schließlich fängt auch die Gruppe von Fredl einen der Gefangenen lebend. Niemand schafft es, ihn einfach so zu erschießen. Also sollen Fredl und ein anderer Mann ihn zu den SS-Wachmannschaften bringen. Sie beobachten eine standrechtliche Erschießung der gestellten Flüchtlinge und machen mitsamt ihrem Gefangenen kehrt. Noch Stunden später irren sie mit ihm durch die Gegend und wissen nicht, was sie tun sollen. Schließlich beschließen sie, ihn laufen zu lassen. Fredl gibt dem Gefangenen seine Jacke, der zweite ein Stück Brot, aber als Fredl gerade seine Schuhe ausziehen will, tauchen Suchtrupps der SS auf; der Russe wird von ihnen erschossen.
Michail und Nikolai haben sich mit ihrem Freund Andrej derweil im Kirchturm versteckt. Von hier können sie beobachten, wie ihre Gefährten zusammengetrieben werden. Auf der Suche nach Essen werden sie vom Gemischtwarenhändler Lehmberger bemerkt, der auf sie schießt, ein weiterer Passant ignoriert sie einfach. Sie landen in einem Saal, der für Filmvorführungen und Veranstaltungen genutzt wird. In einem Raum oberhalb des Saals wird Heu gelagert. Hier verstecken sie sich solange, bis eine Bäuerin mit der Heugabel einen großen Teil des Heus mitnimmt und dabei den versteckten Michail verletzt. Sie verlassen den Kirchturm. Auf der Flucht werden sie von Andrej getrennt, der erschossen wird.
Schließlich landen sie am Bauernhof der Familie Karner. Während sich Nikolai noch im Heu zum Schlafen legt, verschlägt es Michail auf der Suche nach Nahrung in die Stube des Hofes. Frau Karner gewährt ihm trotz der Einwände ihres Mannes und Befürchtungen von Fredl Unterkunft und Verpflegung. Mitzi, die Tochter des Hauses, bringt Kleidung und Schuhe, woraufhin Michails erste Handlung das Verbrennen der Lagerkluft ist. Danach bringen sie Nikolai im Heu Kleidung und Essen.
Fredl geht zum Schutz seiner Familie weiter auf die mittlerweile bereits „Hasenjagd“ benannte Hatz mit. Gendarm Birker hat inzwischen einige der Flüchtigen in seiner Gefängniszelle untergebracht. Doch der überzeugte Nationalsozialist Lehmberger entdeckt dies und treibt die Russen mit einem Revolver in den Hof, wo er sie vor dem hilflosen Gendarmen erschießt.
Auf dem Weg zum Gottesdienst, den Frau Karner wie immer mit ihrer jüngsten Tochter Nanni besucht, begegnen ihnen SS-Wachsoldaten, die in Richtung ihres Hofes unterwegs sind. Sie schickt ihre Tochter zurück, damit sie Mitzi warnt und die beiden Mädchen die russischen Flüchtlinge besser verstecken. Die Hausdurchsuchung läuft erfolglos, doch das ist nicht überall so.
Fredl bemerkt während der Suche einen Flüchtling. Er schickt seinen Begleiter Berghammer weiter und bietet dem Russen etwas Warmes zu trinken an. Dabei wird er jedoch überrascht. Sein Begleiter lässt sich nicht erweichen. Sie liefern den Gefangenen bei der SS ab. Als Fredl jedoch vom SS-Unterführer aufgefordert wird, den Gefangenen zu erschießen, verweigert er das. Berghammer erledigt das für ihn. Gendarm Birker muss ihn darauf verhaften und soll ihn zur Gestapo nach Linz bringen. Er lässt ihn jedoch laufen. Fredl versteckt sich danach gemeinsam mit Michail und Nikolai auf dem Dachboden des Bauernhofes.

### Die Wochen danach
Nach und nach werden alle Geflüchteten gefunden. Fast alle wurden erschossen, aber je mehr Zeit vergeht, desto öfter sind die russischen Ausbrecher im kalten Winter aufgrund ihres ohnehin geschwächten Zustands erfroren oder verhungert. Schließlich wird niemand mehr gefunden.
Der Frühling kehrt ein, die „Hasenjagd“ ist beinahe vergessen. Michail und Nikolai helfen mittlerweile sogar auf dem Hof mit. Dann kommt die Nachricht vom Ende des Krieges. Dass Berghammer doch noch entdeckt, dass sich KZler am Hof der Karners versteckt haben, interessiert keinen mehr. Viel wichtiger ist das Vernichten von Akten und Uniformen. Lehmberger wird erhängt in seiner Kammer gefunden.
Im Abspann wird erklärt, dass nur von 9 der 500 russischen Soldaten bekannt ist, dass sie überlebt haben. Michail und Nikolai gingen zurück in ihre Heimat, damals Sowjetunion, später Ukraine und lebten bis 2001 bzw. 2008.
Nach dem Abspann folgt eine letzte Szene, die einen Gerichtssaal zeigt. Dort spricht der Richter das Urteil über den vormaligen NS-Ortsgruppenleiter der Ortschaft, deren männliche Bevölkerung an der „Hasenjagd“ teilnehmen musste. Er ist angeklagt, die Bürger seines Dorfes zu der Jagd auf die Ausbrecher angespornt zu haben. Der Bürgermeister wird jedoch aufgrund vieler gegensätzlicher Zeugenaussagen freigesprochen, obwohl das Gericht laut Urteilsspruch nicht von seiner Unschuld überzeugt ist.

„Der Herr lässt uns die Freiheit und wir liefern den Beweis, wozu der Mensch fähig ist, im Guten wie im Bösen. Macht es nicht den Menschen aus, dass er fähig ist, mit seinem Nächsten mitzuleiden, ist es allein die Feigheit, die kein Erbarmen zulässt. Ich erkenne viele aus unserer Pfarrei nicht wieder.“

## Drehorte
Ausgewählte Drehorte:
- ehemaliges Konzentrationslager Mauthausen
- Turmkammer in der Stadtpfarrkirche Perg (Versteck der drei russischen Offiziere)
- Bauernhof im Steinbloßstil bei Bad Zell
- Bauernhof bei Zulissen in der Gemeinde Rainbach im Mühlkreis (Innenaufnahmen)
- Josefstal (Aisttal) nördlich von Schwertberg
- St. Stefan am Walde (Außenaufnahmen des Langthaler-Hofes)

## Kritik
„Ein nach authentischen Fakten gestalteter Spielfilm, der für das Grauen augenfällige Bilder findet, ohne sich in Gewaltorgien zu ergehen. Ein respektabler Versuch der Vergangenheitsbewältigung, der zum Nachdenken und zur Diskussion anregt.“

## Auszeichnungen
- Spezialpreis der Jury beim Filmfestival San Sebastian 1994
- Publikumspreis bei der Diagonale 1994
- Kulturpreis des Landes Oberösterreich für Filmkunst 1994 für Andreas Gruber
- Österreichischer Filmpreis 1995

## Dokumentation
Im Herbst 2006 wurde „Hasenjagd“ auf DVD veröffentlicht. Neben dem Film befinden sich eine Zeittafel und die 60-minütige Dokumentation „Aktion K“ von Bernhard Bamberger darauf. In ihr kommen Zeitzeugen zu Wort, aber auch Bildmaterial von damals wird verwendet, um die Flucht zu beleuchten, aber auch wie die Menschen im Mühlviertel heute über ihre Vergangenheit denken.

## Digitalisierung 2025
Der Film wurde (1993/1994) auf 35-mm-Farbfilm gedreht und als Kopien überwiegend 2. Generation im selben Format gezeigt.
Das Original-Negativ des Films wurde gefunden (Gruber: "... das war spannend.") und 2024/2025 vom Filmarchiv Austria restauriert und kaderweise digitalisiert. Etwa Anfang Februar 2025 erfolgte die Kinopremiere der Digitalversion. Diese zeigt mitunter detailreichere Bilder, als die stärker verlustbehafteten 35-mm-Kopien.